# برايان جاك
برايان جاك (بالإنجليزية: Brian Jacques)‏ هو كاتب للأطفال وكاتب بريطاني، ولد في 15 يونيو 1939 في ليفربول في المملكة المتحدة، وتوفي بنفس المكان في 5 فبراير 2011 بسبب نوبة قلبية.

## وصلات خارجية
- الموقع الرسمي
- برايان جاك على موقع ميوزك برينز (الإنجليزية)
- برايان جاك على موقع إن إن دي بي (الإنجليزية)
- برايان جاك على موقع ديسكوغز (الإنجليزية)